# Чогозеро (озеро, Ленинградская область)
Чогозеро — пресноводное озеро на территории Винницкого сельского поселения Подпорожского района Ленинградской области.

## Общие сведения
Площадь озера — 1 км², площадь водосборного бассейна — 33 км². Располагается на высоте 215,9 метров над уровнем моря.
Чогозеро неправильной треугольной формы. Берега несильно изрезанные, каменисто-песчаные, преимущественно местами заболоченные.
С северной стороны Чогозера вытекает Чогручей, впадающий в озеро Пальмик, из которого вытекает река Кележма, впадающая в Палозеро. Из Палозера, в свою очередь, берёт начало река Сондала, впадающая в реку Оять, левый приток Свири.
Населённые пункты и автодороги вблизи водоёма отсутствуют.
Код объекта в государственном водном реестре — 01040100811102000015616.